# Караколирање
Караколирање (фр. caracole - спирала) је тактичка радња коњице, која се јавила у другој половини 16. века - први ред коњаника испаљује пиштоље у једном плотуну, а затим се кружно креће на зачеље ескадрона да се оружје напуни.

## Тактика
Коњаници постројени у квадратним борбеним порецима - ескадронима, поред сабље наоружани и са по 2 - 6 пиштоља (у кубурама и сарама чизама), нападали су у ходу или касу. Пошто би дошли у непосредну близину непријатеља, челне врсте су отварале ватру из пиштоља, а потом се окретале, најчешће на лево, јер се пиштољ држао у десној руци, и одлазиле на зачеље стварајући следећим врстама простор за дејство, а себи време за пуњење пиштоља или припрему новог. Погинулог би замењивао коњаник из следеће врсте. Када би се непријатељ тако растројио, напад се настављао хладним оружјем до победе.

## Историја
Караколирање су први пут применили ескадрони немачких најамника (рајтера), постројени у 15-16 врста и исто толико редова, против тешко оклопљених француских витезова у бици код Дреа (1562). Ускоро су га почеле примењивати и коњице других земаља, са различитом дубином борбеног поретка. Имало је успеха само против инертне коњице и пешадије која није била довољно подржана стрелцима. 

### Укидање
У тридесетогодишњем рату (1618-1648) Густав II Адолф укинуо је караколирање у шведској коњици која је отада нападала ударом хладним оружјем, а после битке код Лицена (1632), било је забрањено и у царској (хабсбуршкој) војсци. У доба Кромвела и енглеска коњица, такође, напушта караколирање и прелази на коњички јуриш. Половином 17. века француски коњаници караколирају пролазећи галопом у колони по један непосредно испред фронта непријатеља, а по испаљивању пиштоља, поново се враћају за напад. Нешто касније укинуто је караколирање и у француској коњици, али она повремено све до половине 18. века напада и караколирајући са ескадронима постројеним у 3 врсте. 